# Pedicularis armena
Pedicularis armena är en snyltrotsväxtart som beskrevs av Pierre Edmond Boissier och Huet. Pedicularis armena ingår i släktet spiror, och familjen snyltrotsväxter. Inga underarter finns listade i Catalogue of Life.